# Astianatte
Astianatte (in greco antico: Ἀστυάναξ?, Astyánax, "re della città"; in latino Astyanax) o Scamandrio è un personaggio della mitologia greca, figlio di Ettore, l'eroe troiano che combatté nella guerra di Troia prima di morire ucciso da Achille, distinguendosi come il campione tra i suoi compatrioti, e di Andromaca, figlia del re Eezione.

## Mitologia
Alla nascita, il padre gli impose il nome di Scamandrio, quasi lo considerasse un dono del fiume Scamandro; ma i Troiani, memori delle imprese di Ettore, lo soprannominarono Astianatte (che significa «signore della città»).
Fu ucciso da Neottolemo, il figlio di Achille, che lo gettò dalle mura di Troia su consiglio di Ulisse, affinché la stirpe di Priamo non avesse discendenza; venne quindi seppellito da Ecuba, che ne pose il corpo sullo scudo che era appartenuto ad Ettore.
Secondo altre versioni del mito, il piccolo fu salvato da un'ancella, e, una volta diventato adulto, avrebbe rifondato la città di Troia. Secondo altre versioni ancora, Neottolemo, innamorato di Andromaca per portarla a vivere come sua concubina, avrebbe risparmiato e portato con sé anche il bambino.

## Nella cultura di massa
- La cronaca di Fredegario contiene la più antica menzione di una leggenda medievale che collega i Franchi ai Troiani.[3] Una leggenda, ulteriormente elaborata durante il Medioevo, stabilì Astianatte, sopravvissuto alla caduta di Troia e ribattezzato "Franco", come il fondatore della dinastia merovingia e antenato di Carlo Magno.

- Secondo l'Orlando innamorato di Matteo Maria Boiardo (Libro III, Canto V), Andromaca avrebbe sostituito Astianatte con un altro bambino, che fu ucciso dai Greci al posto suo, lasciando il vero figlio nascosto in un bosco. Successivamente Astianatte sarebbe stato portato da un amico di Ettore in Sicilia, dove, prima di essere assassinato dal greco Egisto, concepì con la regina di Siracusa un figlio, Polidoro, dalla cui stirpe nacque il famoso Ruggero, da cui a sua volta discende la nobile casata degli Este.